# 사와다역
사와다역(일본어: 沢田駅)은 일본 미야기현 이시노마키시에 위치한 동일본 여객철도 이시노마키 선의 철도역이다. 단선 승강장 1면 1선의 구조를 갖춘 지상역이다.

## 역 주변
- 국도 제398호선

## 역사
- 1939년 10월 7일 : 이시노마키 선의 이시노마키 역 - 오나가와 역 간의 연장에 의해 개업. 당시는 상 · 하행 열차가 교환 가능한 유인역으로도 취급이 행해졌음.
- 1962년 10월 1일 : 무인화.
- 1987년 4월 1일 : 일본국유철도 분할 민영화에 의해, 동일본 여객철도가 승계.
- 2011년 3월 11일 : 도호쿠 지방 태평양 해역 지진과, 그에 의해 대형 쓰나미의 영향에 의해 전 노선이 영업 중단. 지진으로 지반침하가 일어났기 때문에 역 일대는 만조 시기에 선로가 침수 상태로 됨.
- 2013년 3월 16일 : 와타노하 - 우라슈쿠 간 복구에 의해 영업 재개.
- 2016년 8월 6일 : 센세키 도호쿠 라인의 일부 열차가 직통 운행을 개시해, 정차역이 됨.

## 인접 역
| 이시노마키 선          | 이시노마키 선                               | 이시노마키 선          |
| ---------------------- | ------------------------------------------- | ---------------------- |
| 만고쿠우라 고고타 방면 | ■ 이시노마키 선 (■ 센세키 도호쿠 라인 포함) | 우라슈쿠 오나가와 방면 |